# ألان كاي (لاعب كرة قدم)
ألان كاي (بالإنجليزية: Alan Kay)‏ هو لاعب كرة قدم ومدرب كرة قدم بريطاني، ولد في 2 أغسطس 1961 في غلاسكو في المملكة المتحدة. لعب مع نادي بارتيك ثيسل ونادي دمبرتون.